# Båtmotor

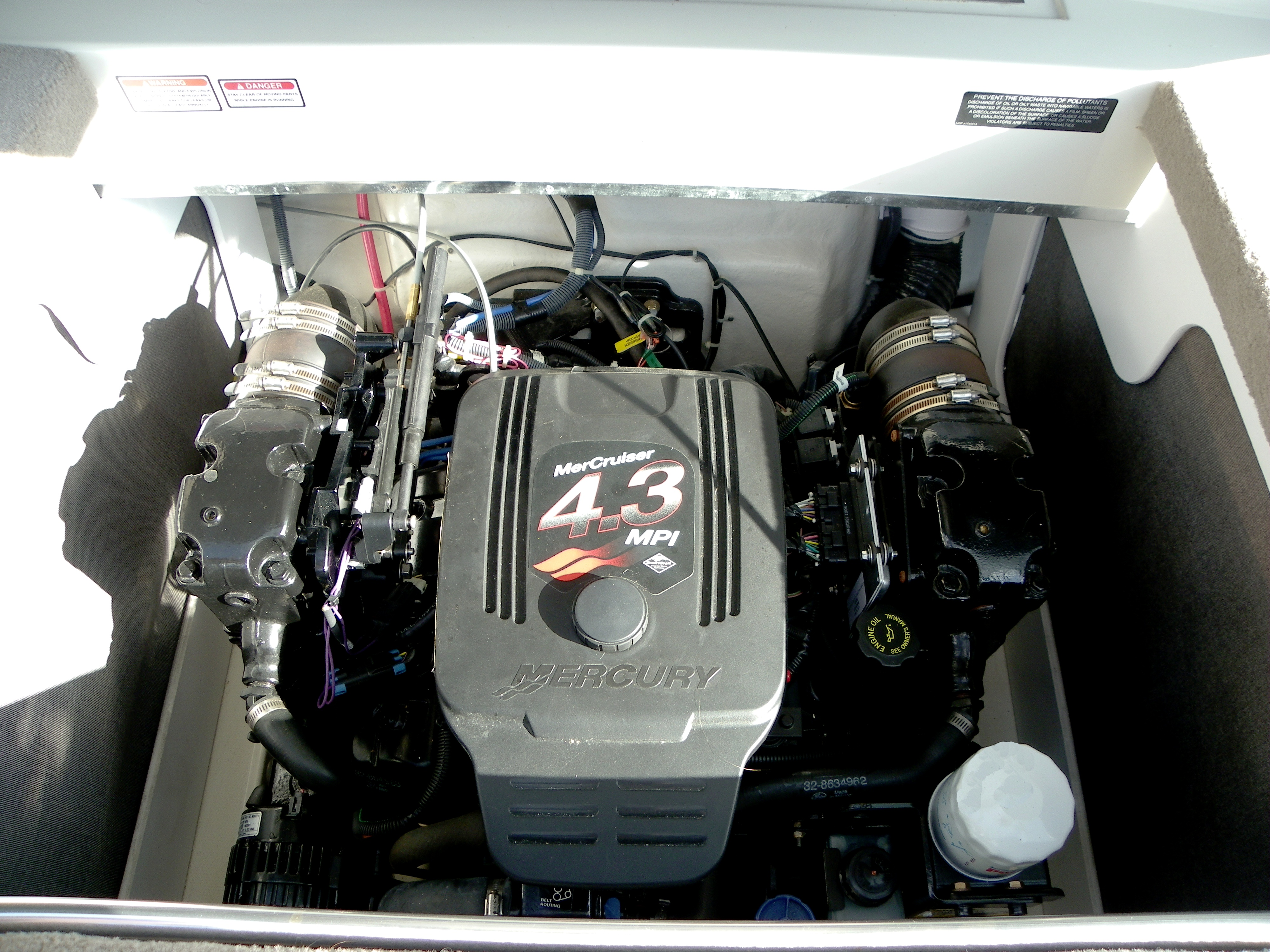
Inombordsmotor

Med båtmotor menas vanligen en mindre motor, med en effekt på mellan några få och några hundra hästkrafter. För stora motorer som driver skepp används vanligen termen fartygsmotor.
Båtmotorer är vanligen diesel- eller bensinmotorer, som är konstruerade för montering inuti båten (inombordare), eller på båtens akter (utombordare).
Som tumregel kan sägas att mindre båtar (upp till cirka 10 hästkrafter för segelbåtar och 100 hästkrafter för motorbåtar) har utombordsmotorer som kan vara antingen av tvåtaktstyp eller fyrtaktstyp; den senare är mer modern och förbrukar mindre bränsle samt har lägre avgasutsläpp, men är i gengäld något tyngre. Idag finns även nyare tvåtaktsmotorer (med direktinsprutning av bränslet) som kan ses som bättre än fyrtaktare ur bränsle- och avgassynpunkt. Större båtar har som regel inombordsmotorer.
Kända tillverkare av utombordsmotorer är Honda, Tohatsu, Mercury, Johnson, Evinrude, Suzuki och Yamaha, medan tillverkning av inombordsmotorer domineras av Volvo Penta och MerCruiser.